# Camaropycnis libocedri
Camaropycnis libocedri är en svampart som beskrevs av E.K. Cash 1945. Camaropycnis libocedri ingår i släktet Camaropycnis, divisionen sporsäcksvampar och riket svampar.   Inga underarter finns listade i Catalogue of Life.